# Drużbice (plaats)
Drużbice is een dorp in de Poolse woiwodschap Łódź. De plaats maakt deel uit van de gemeente Drużbice en telt 530 inwoners.